# Entertainment Software Rating Association
Entertainment Software Rating Association (ESRA) es una organización autorregulador que asigna clasificaciones de edad y contenido en Irán. El sistema fue establecido en 2007 por la Fundación Nacional de Juegos de Computación de Irán y tiene la condición de proyecto de investigación.

## Certificaciones
| Inteficadores | Inteficadores | Edad adecuada | Recomendación | Nota |
| ------------- | ------------- | ------------- | ------------- | ---- |
|               | 3             | 3 años o más  |               |      |
|               | 7             | 7 años o más  |               |      |
|               | 12            | 12 años o más |               |      |
|               | 15            | 15 años o más |               |      |
|               | 18            | 18 años o más |               |      |